# Servië op de Olympische Spelen
Servië is een van de landen die deelneemt aan de Olympische Spelen. Servië debuteerde op de Zomerspelen van 1912. In 2010 nam het voor het eerst deel aan de Winterspelen.
Na de Eerste Wereldoorlog werd Servië onderdeel van Joegoslavië en namen de Serviërs van 1920 tot en met 2002 deel aan de Spelen als lid van het Joegoslavisch team, met uitzondering van 1992 toen de Joegoslaven als onafhankelijke deelnemers deelnamen. Van 2003 tot en met 2006 was het land onderdeel van Servië en Montenegro. De Serviërs namen in 2004 en 2006 deel als lid van het olympisch team van Servië en Montenegro.
In 2024 nam Servië voor de zesde keer deel aan de Zomerspelen, in 2022 voor de vierde keer aan de Winterspelen. Er werden in totaal 31 (9-8-14) medailles gewonnen.

## Medailles en deelnames
De vijftien medailles werden in elf olympische sportdisciplines behaald, alle op de Zomerspelen.
2008
In 2008 werden drie medailles behaald. Individueel wonnen zwemmer Milorad Čavić (zilver op de 100 meter vlinderslag) en tennisser Novak Đoković (brons in het enkelspel) een medaille en het waterpoloteam bij de mannen veroverde ook brons.
2012
In 2012 werden vier medailles behaald. Het eerste goud werd behaald door taekwondoka Milica Mandić. In de schietsport won Ivana Maksimović zilver en Andrija Zlatić brons. Het waterpoloteam bij de mannen veroverde weer brons. Van de waterpoloërs behaalden Filip Filipović, Živko Gocić, Andrija Prlainović, Duško Pijetlović, Nikola Rađen en Slobodan Soro hun tweede medaille. Vanja Udovičić behaalde zijn derde medaille, in 2004 won hij zilver met Servië en Montenegro.
2016
Bij de derde deelname werden acht medailles behaald, waarvan vier bij teamsporten. Goud werd behaald door het waterpoloteam bij de mannen en worstelaar Davor Štefanek. Vier zilveren medailles werden behaald het mannen basketbalteam, de kanoërs MarkoTomićević en Milenko Zorić in de K-2 1000 meter, taekwondoka Tijana Bogdanović en het vrouwen volleybalteam. Brons werd gewonnen door atlete Ivana Španović en het vrouwen basketbalteam.

### Overzicht
De tabel geeft een overzicht van de jaren waarin werd deelgenomen, het aantal gewonnen medailles en de eventuele plaats in het medailleklassement.
| Zomerspelen | Zomerspelen | Zomerspelen | Zomerspelen | Zomerspelen | Zomerspelen |        | Winterspelen | Winterspelen | Winterspelen | Winterspelen | Winterspelen | Winterspelen |
| Jaar        | Goud        | Zilver      | Brons       | Totaal      | Rang        | Jaar   | Goud         | Zilver       | Brons        | Totaal       | Rang         |              |
| 1912        | 0           | 0           | 0           | 0           | -           |        |              |              |              |              |              |              |
| 1920        | -           | -           | -           | -           | -           |        |              |              |              |              |              |              |
| 1924        | -           | -           | -           | -           | -           | 1924   | -            | -            | -            | -            | -            |              |
| 1928        | -           | -           | -           | -           | -           | 1928   | -            | -            | -            | -            | -            |              |
| 1932        | -           | -           | -           | -           | -           | 1932   | -            | -            | -            | -            | -            |              |
| 1936        | -           | -           | -           | -           | -           | 1936   | -            | -            | -            | -            | -            |              |
| 1948        | -           | -           | -           | -           | -           | 1948   | -            | -            | -            | -            | -            |              |
| 1952        | -           | -           | -           | -           | -           | 1952   | -            | -            | -            | -            | -            |              |
| 1956        | -           | -           | -           | -           | -           | 1956   | -            | -            | -            | -            | -            |              |
| 1960        | -           | -           | -           | -           | -           | 1960   | -            | -            | -            | -            | -            |              |
| 1964        | -           | -           | -           | -           | -           | 1964   | -            | -            | -            | -            | -            |              |
| 1968        | -           | -           | -           | -           | -           | 1968   | -            | -            | -            | -            | -            |              |
| 1972        | -           | -           | -           | -           | -           | 1972   | -            | -            | -            | -            | -            |              |
| 1976        | -           | -           | -           | -           | -           | 1976   | -            | -            | -            | -            | -            |              |
| 1980        | -           | -           | -           | -           | -           | 1980   | -            | -            | -            | -            | -            |              |
| 1984        | -           | -           | -           | -           | -           | 1984   | -            | -            | -            | -            | -            |              |
| 1988        | -           | -           | -           | -           | -           | 1988   | -            | -            | -            | -            | -            |              |
| 1992        | -           | -           | -           | -           | -           | 1992   | -            | -            | -            | -            | -            |              |
| 1996        | -           | -           | -           | -           | -           | 1994   | -            | -            | -            | -            | -            |              |
| 2000        | -           | -           | -           | -           | -           | 1998   | -            | -            | -            | -            | -            |              |
| 2004        | -           | -           | -           | -           | -           | 2002   | -            | -            | -            | -            | -            |              |
| 2008        | 0           | 1           | 2           | 3           | 61          | 2006   | -            | -            | -            | -            | -            |              |
| 2012        | 1           | 1           | 2           | 4           | 42          | 2010   | 0            | 0            | 0            | 0            | -            |              |
| 2016        | 2           | 4           | 2           | 8           | 32          | 2014   | 0            | 0            | 0            | 0            | -            |              |
| 2020        | 3           | 1           | 5           | 9           | 28          | 2018   | 0            | 0            | 0            | 0            | -            |              |
| 2024        | 3           | 1           | 3           | 7           | 27          | 2022   | 0            | 0            | 0            | 0            | -            |              |
| Totaal      | 9           | 8           | 14          | 31          |             | Totaal | 0            | 0            | 0            | 0            |              |              |
| Tot. Z+W    | 9           | 8           | 14          | 31          |             |        |              |              |              |              |              |              |

### Per deelnemer
| Jaar | Sport       | Olympiër                     | Onderdeel                                 | Medaille |
| ---- | ----------- | ---------------------------- | ----------------------------------------- | -------- |
| 2008 | Tennis      | Novak Đoković                | enkelspel (m)                             | Brons    |
| 2008 | Waterpolo   | olympisch team               | mannen                                    | Brons    |
| 2008 | Zwemmen     | Milorad Čavić                | 100 m vlinder (m)                         | Zilver   |
| 2012 | Schietsport | Ivana Maksimović             | 50m kkg 3-houdingen (v)                   | Zilver   |
| 2012 | Schietsport | Andrija Zlatić               | 10 m luchtpistool (m)                     | Brons    |
| 2012 | Taekwondo   | Milica Mandić                | +67 kg (v)                                | Goud     |
| 2012 | Waterpolo   | olympisch team               | mannen                                    | Brons    |
| 2016 | Atletiek    | Ivana Španović               | verspringen (v)                           | Brons    |
| 2016 | Basketbal   | olympisch team               | mannen                                    | Zilver   |
| 2016 | Basketbal   | olympisch team               | vrouwen                                   | Brons    |
| 2016 | Kanovaren   | MarkoTomićević Milenko Zorić | K-2 1000 m (m)                            | Zilver   |
| 2016 | Taekwondo   | Tijana Bogdanović            | vlieggewicht (-49 kg) (v)                 | Zilver   |
| 2016 | Volleybal   | olympisch team               | vrouwen                                   | Zilver   |
| 2016 | Waterpolo   | olympisch team               | mannen                                    | Goud     |
| 2016 | Worstelen   | Davor Štefanek               | Grieks-Romeins, lichtgewicht (-66 kg) (m) | Goud     |

Afghanistan · Albanië · Algerije · Amerikaans-Samoa · Amerikaanse Maagdeneilanden · Andorra · Angola · Antigua en Barbuda · Argentinië · Armenië · Aruba · Australië · Azerbeidzjan · Bahama's · Bahrein · Bangladesh · Barbados · België · Belize · Benin · Bermuda · Bhutan · Bolivia · Bosnië en Herzegovina · Botswana · Brazilië · Britse Maagdeneilanden · Brunei · Bulgarije · Burkina Faso · Burundi · Cambodja · Canada · Centraal-Afrikaanse Republiek · Chili · China · Chinees Taipei · Colombia · Comoren · Congo-Brazzaville · Congo-Kinshasa · Cookeilanden · Costa Rica · Cuba · Cyprus · Denemarken · Djibouti · Dominica · Dominicaanse Republiek · Duitsland · Ecuador · Egypte · El Salvador · Equatoriaal-Guinea · Eritrea · Estland · Ethiopië · Fiji · Filipijnen · Finland · Frankrijk · Gabon · Gambia · Georgië · Ghana · Grenada · Griekenland · Groot-Brittannië · Guam · Guatemala · Guinee · Guinee-Bissau · Guyana · Haïti · Honduras · Hongarije · Hongkong · Ierland · IJsland · India · Indonesië · Irak · Iran · Israël · Italië · Ivoorkust · Jamaica · Japan · Jemen · Jordanië · Kaaimaneilanden · Kaapverdië · Kameroen · Kazachstan · Kenia · Kirgizië · Kiribati · Koeweit · Kosovo · Kroatië · Laos · Lesotho · Letland · Libanon · Liberia · Libië · Liechtenstein · Litouwen · Luxemburg · Madagaskar · Malawi · Malediven · Maleisië · Mali · Malta · Marokko · Marshalleilanden · Mauritanië · Mauritius · Mexico · Micronesië · Moldavië · Monaco · Mongolië · Montenegro · Mozambique · Myanmar · Namibië · Nauru · Nederland · Nepal · Nicaragua · Nieuw-Zeeland · Niger · Nigeria · Noord-Korea · Noord-Macedonië · Noorwegen · Oeganda · Oekraïne · Oezbekistan · Oman · Oost-Timor · Oostenrijk · Pakistan · Palau · Palestina · Panama · Papoea-Nieuw-Guinea · Paraguay · Peru · Polen · Portugal · Puerto Rico · Qatar · Roemenië · Rusland · Rwanda · Saint Kitts en Nevis · Saint Lucia · Saint Vincent en de Grenadines · Salomonseilanden · Samoa · San Marino · Saoedi-Arabië · Sao Tomé en Principe · Senegal · Servië · Seychellen · Sierra Leone · Singapore · Slovenië · Slowakije · Somalië · Spanje · Sri Lanka · Soedan · Suriname · Swaziland · Syrië · Tadzjikistan · Tanzania · Thailand · Togo · Tonga · Trinidad en Tobago · Tsjaad · Tsjechië · Tunesië · Turkije · Turkmenistan · Tuvalu · Uruguay · Vanuatu · Venezuela · Verenigde Arabische Emiraten · Verenigde Staten · Vietnam · Wit-Rusland · Zambia · Zimbabwe · Zuid-Afrika · Zuid-Korea · Zuid-Soedan · Zweden · Zwitserland
Historische landen: Bohemen · Bondsrepubliek Duitsland · Brits-Indië · Duitse Democratische Republiek · Joegoslavië · Malaya · Nederlandse Antillen · Noord-Borneo · Noord-Jemen · Saarland · Servië en Montenegro · Sovjet-Unie · Tsjecho-Slowakije · West-Indische Federatie · Zuid-Jemen
Bijzondere deelnames: Onafhankelijke olympische atleten · Vluchtelingenteam 
 Australazië · Duits Eenheidsteam · Gemengd team · Gezamenlijk Team